# Stránov
Stránov je novorenesanční zámek v obci Jizerní Vtelno u Mladé Boleslavi, přestavěný z původního středověkého hradu podle návrhu architekta Josefa Schulze.

## Historie

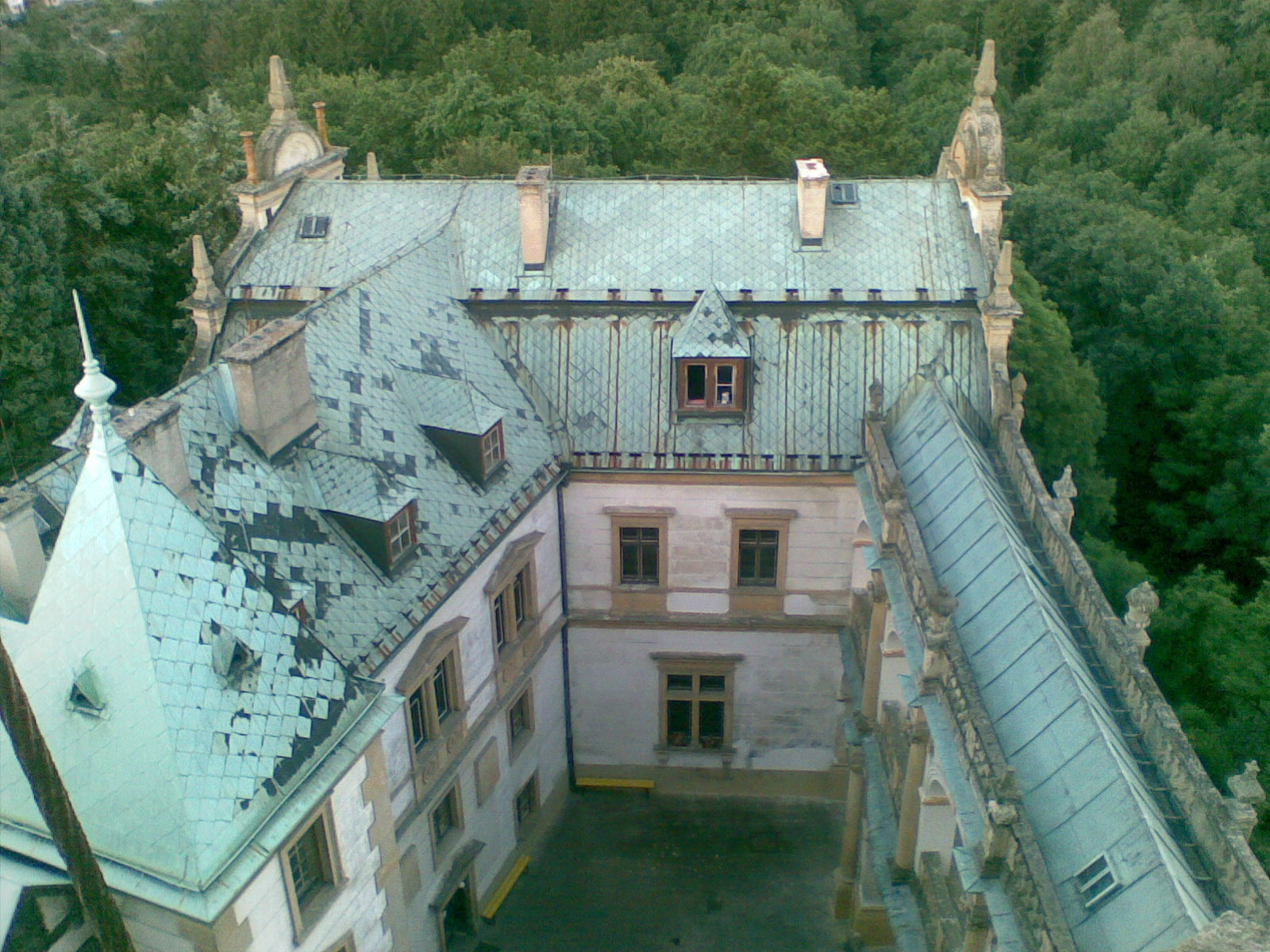
Stránov

Na místě dnešního zámku stála původně tvrz, na které se připomíná v roce 1429 pan Bohuněk ze Stránova. Na jejím místě nechal postavit Jaroš ze Sovojovic v letech 1463–1468 gotický hrad, který dostal jméno Nový Stránov. V letech 1545–1589 byl hrad v majetku rodu Berků z Dubé.
Roku 1589 se stal majitelem hradu Karel z Biberštejna, císařský rada a nejvyšší mincmistr království Českého. Později hrad získal sňatkem Michal Slavata z Chlumu. Rodem Biberštejnů nebo Slavatů byl hrad přestavěn na renesanční zámek.
Někdy kolem roku 1642 získal zámek Jan z Lisau (příslušník braniborské šlechty – do panského stavu byl povýšen za statečnost v bitvě u Nördlingenu, později nejvyšší velitel v Chebu). Jeho potomci se po třech generacích hlásili k české národnosti a psali se jako páni z Lisova.
Poté sídlil na zámku Janův syn, Rudolf Adam z Lisova, s manželkou Alžbětou Lidmilou (pravnučkou astronoma Tychona Brahe), která na zdejším zámku prožila značnou část svého života.

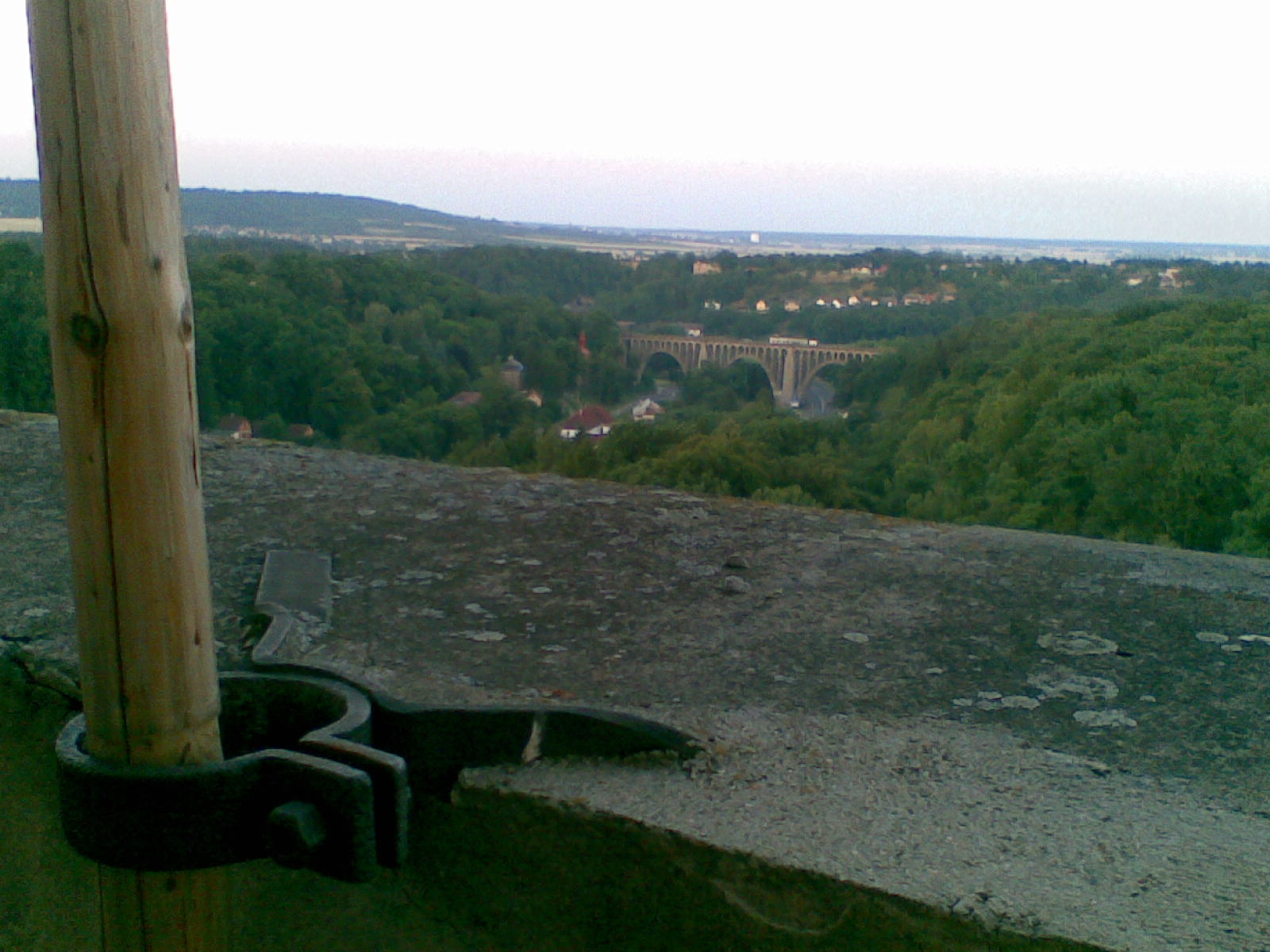
Stránov – pohled do údolí se starým železničním mostem

Roku 1746 sňatkem přistoupil na panství Jan Václav Příchovský z Příchovic. Tento barokní kavalír z předního aristokratického rodu zanechal v okolí zámku dodnes viditelné stopy – Stránov byl barokně upraven, byla založena zámecká zahrada (ta zcela zanikla), vystavěna barokní pískovcová kašna v zámeckém areálu a roku 1767 kostel svatého Václava v předzámčí (autorem je významný pražský architekt Filip Heger).
Od roku 1794 byl majitelem svobodný pán Jan z Herites, ač na zámku spíše pobýval jeho strýc, svatovítský probošt a kanovník kapituly Všech Svatých na pražském hradě baron Václav Vojtěch z Herites (stránovským lidem zvaný Herodes). Po smrti probošta Václava Vojtěcha, který zde byl roku 1822 pochován, o panství pečoval a na něm pobýval synovec Jan Herites, správce dejvického statku u Prahy (majitel rozsáhlé sbírky českých knih – dle pastora z nedalekého Kovánce čítala přes tisíc kusů.). V posledních čtyřech letech pak panství převzal Janův syn, setník Thadeus baron von Herites, který ho roku 1834 prodal rytíři Bedřichu Neubauerovi.
Svůj romantický vzhled získal zámek při novorenesanční přestavbě na konci 19. století, kterou provedl v letech 1890–1894 podle projektu Josefa Schulze stavitel J. Mráz na zakázku Marie z Valdštejna a Vartenberka.
Zámek v roce 1917 koupil prezident Škodových závodů a senátor parlamentu Josef Šimonek, který byl za zásluhy o rozvoj průmyslu povýšen do šlechtického stavu. Jeho syn František Šimonek s rodinou žil na Stránově až do znárodnění v roce 1950. Po znárodnění byl zámek využíván jako dětský domov (v předzámčí sídlilo jednotné zemědělské družstvo), čemuž odpovídaly i veškeré necitlivé úpravy (toalety a umývárny byly vestavěny i do chodeb a hlavních reprezentačních prostor apod.).
| Rok  | Počet návštěvníků |
| ---- | ----------------- |
| 2015 | 4 506             |
| 2016 | 7 278             |

Od roku 2003 je Stránov opět v rukou rodu Šimonků, zdědila a spravuje jej Zuzana Pavlíková-Šimonková. Zámek byl roku 2004 poprvé ve své historii zpřístupněn veřejnosti, postupně probíhají částečné rekonstrukce interiérů i exteriérů zámku. V letní sezóně se na zámku konají společenské i kulturní akce.

## Ve filmu
- Tři princezny (2024, režie Tomáš Pavlíček)

## Galerie

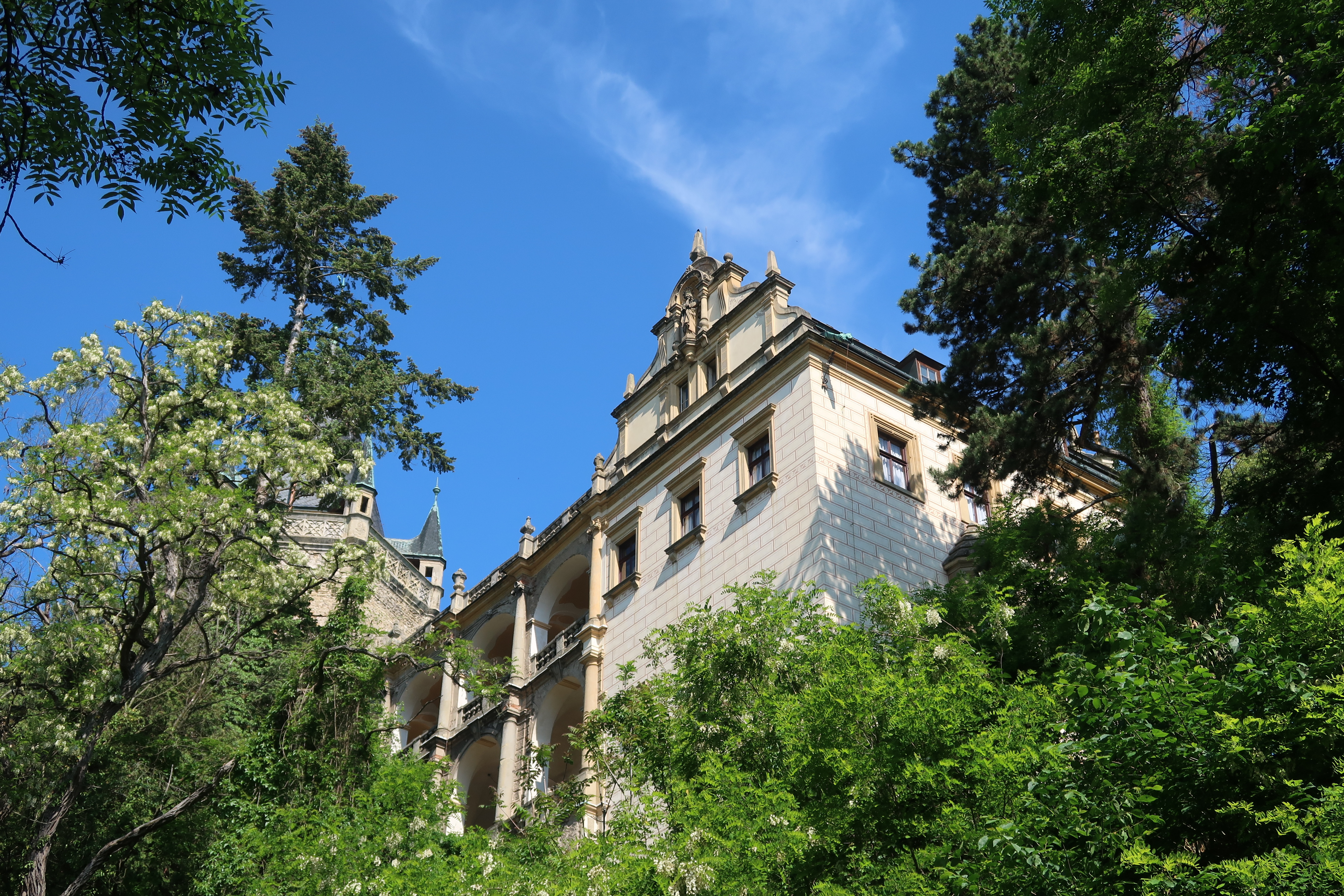
Pohled na zámek ze silnice Mělník-Mladá Boleslav
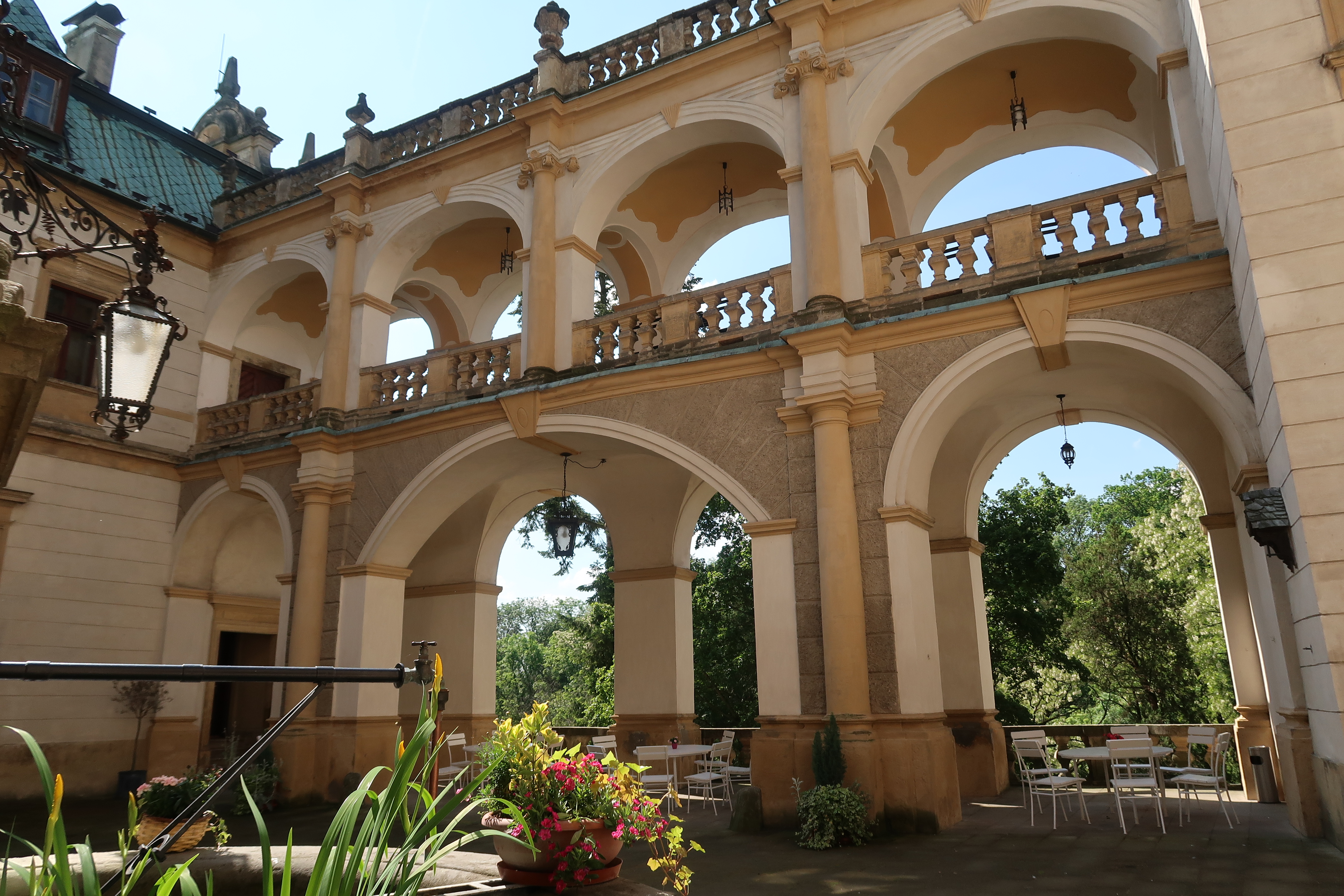
Nádvoří zámku s novorenesančními arkádami
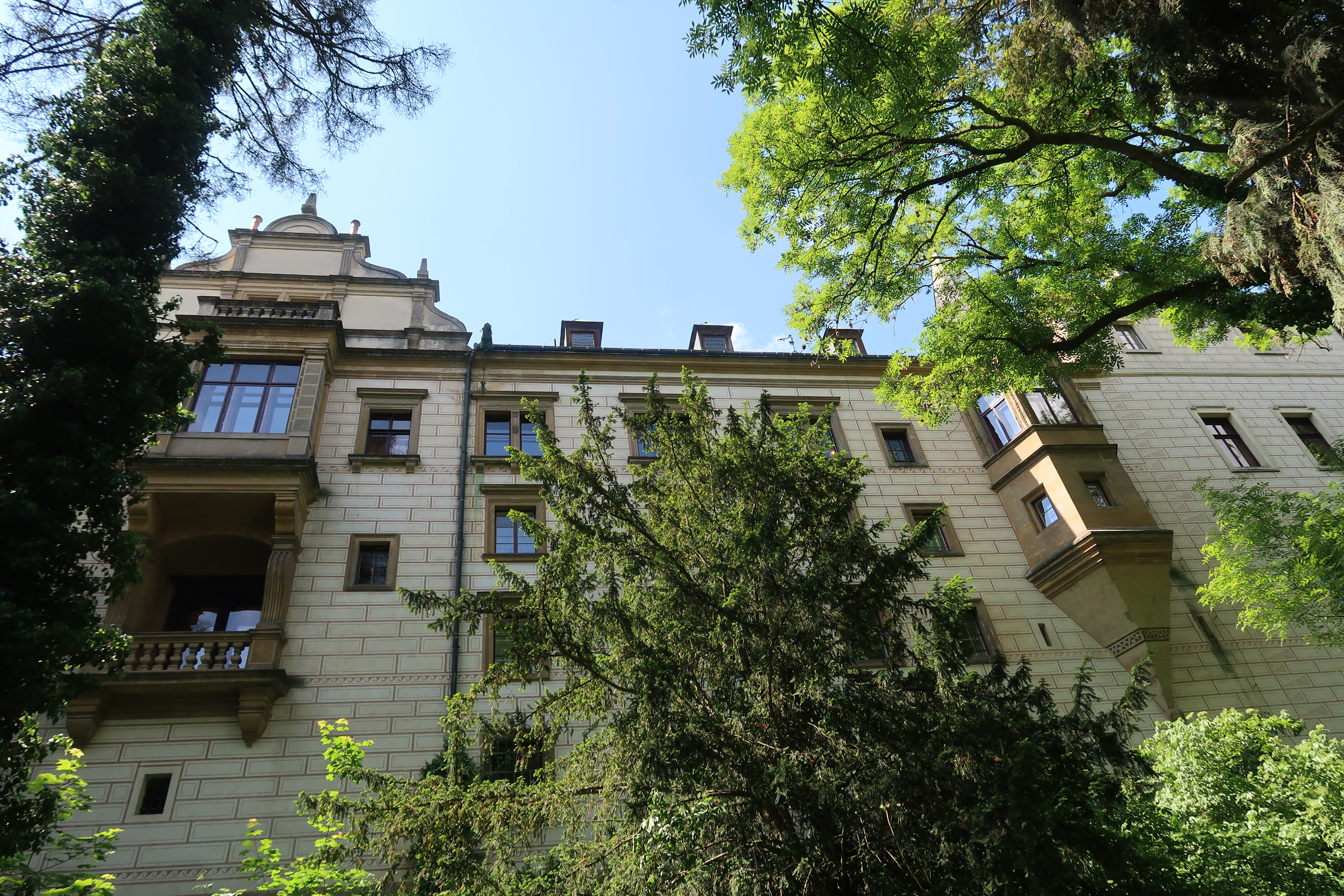
Severní část zámku z parku
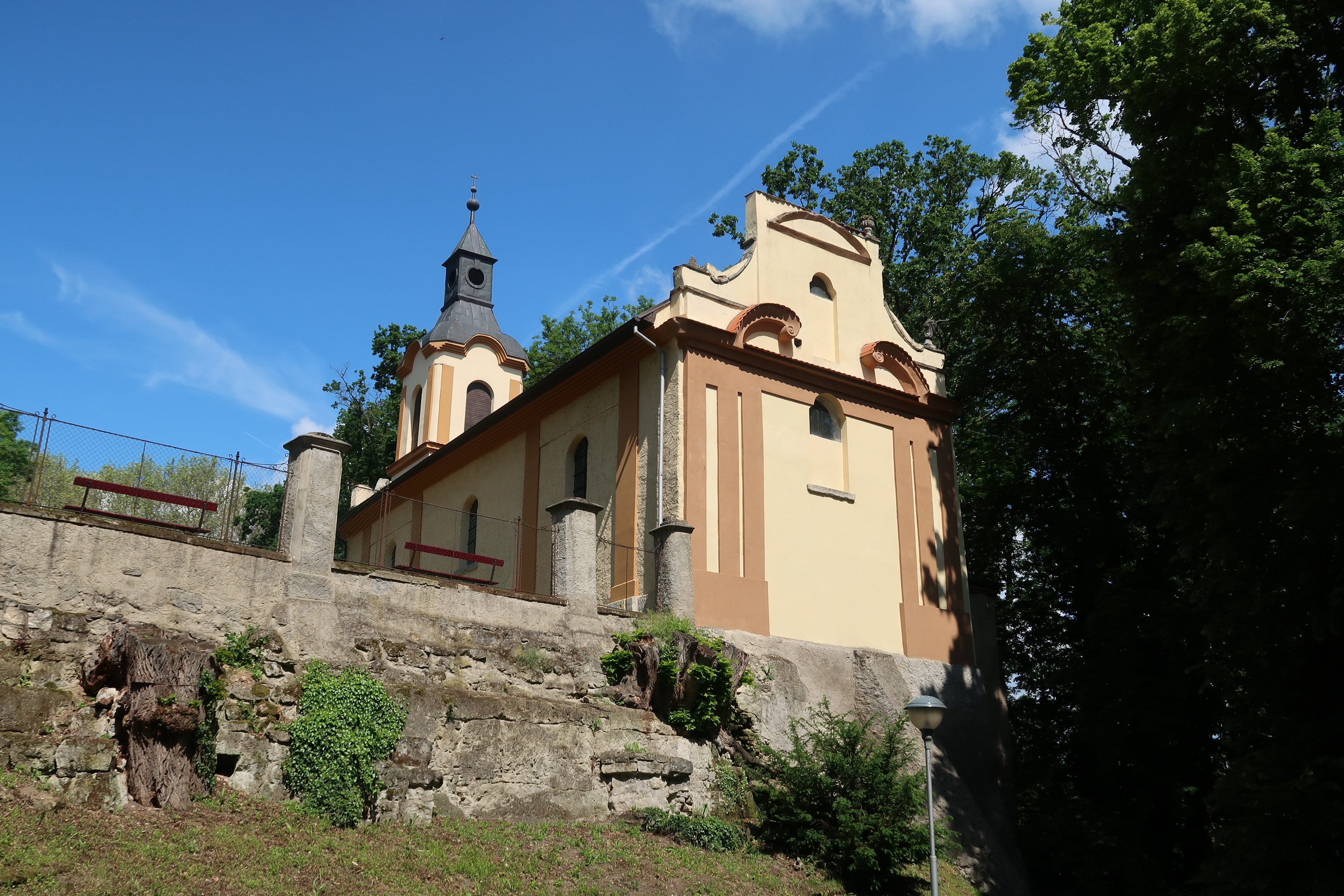
Zámecký kostel sv. Václava
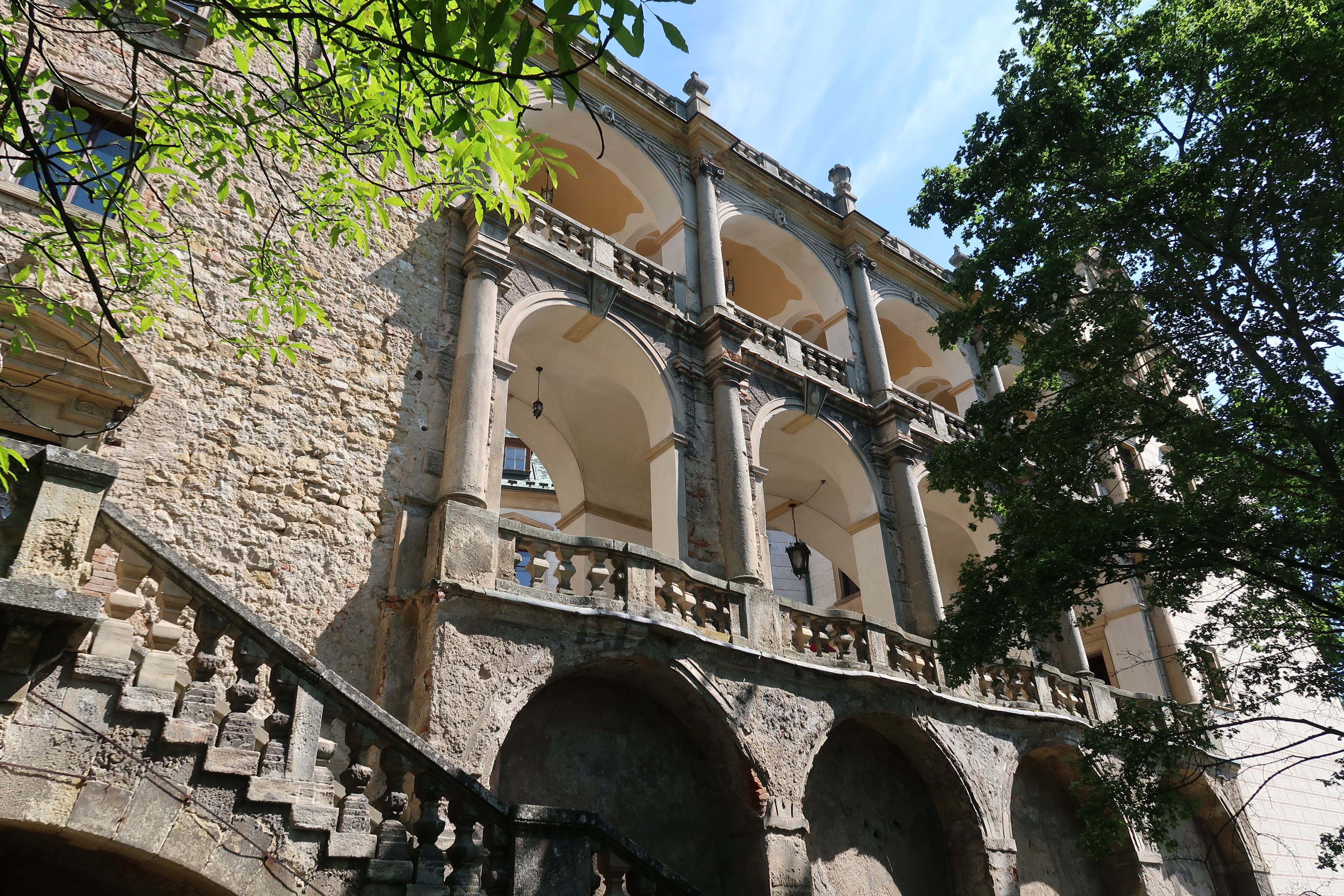
Novorenesanční arkády z parku
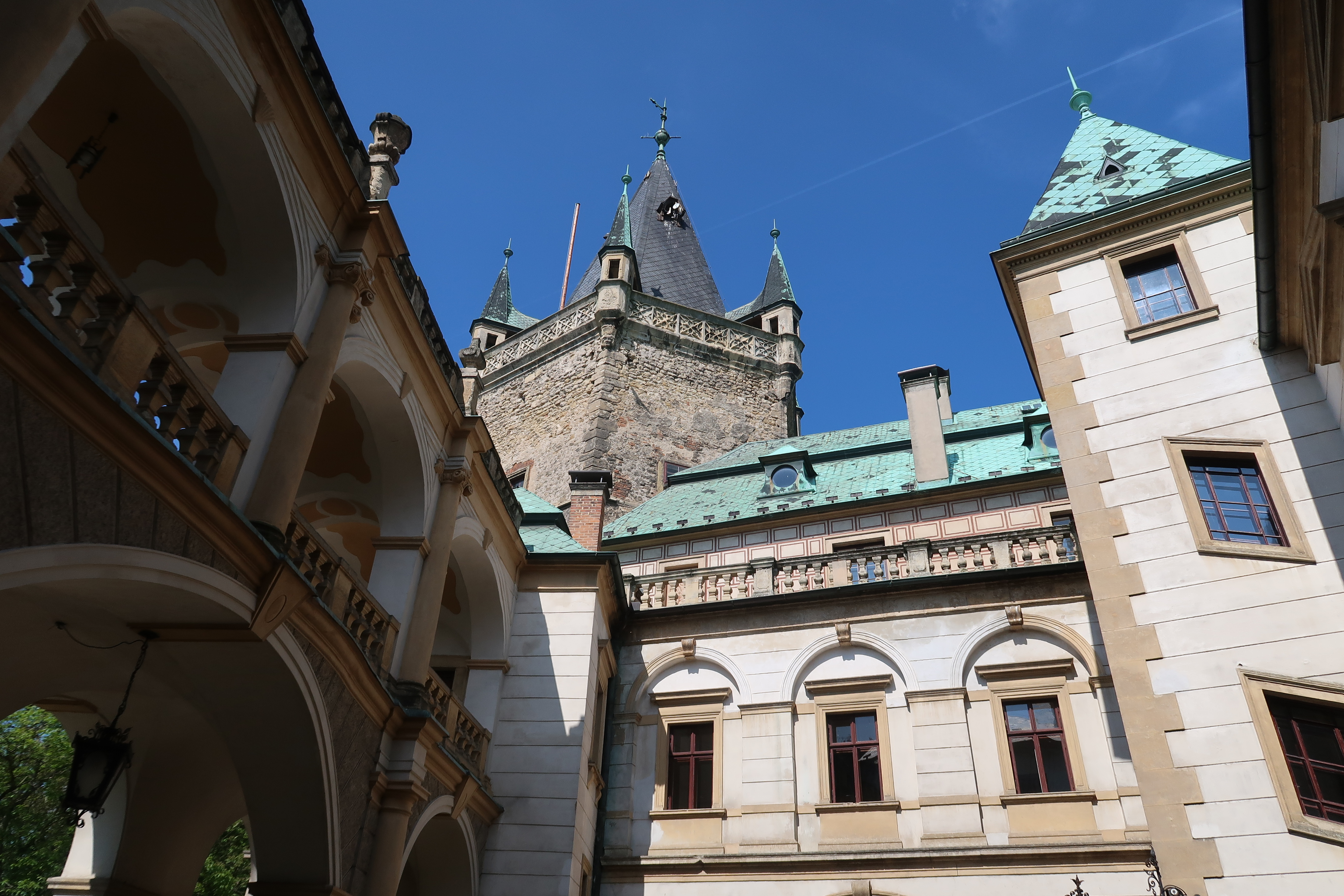
Nádvoří zámku
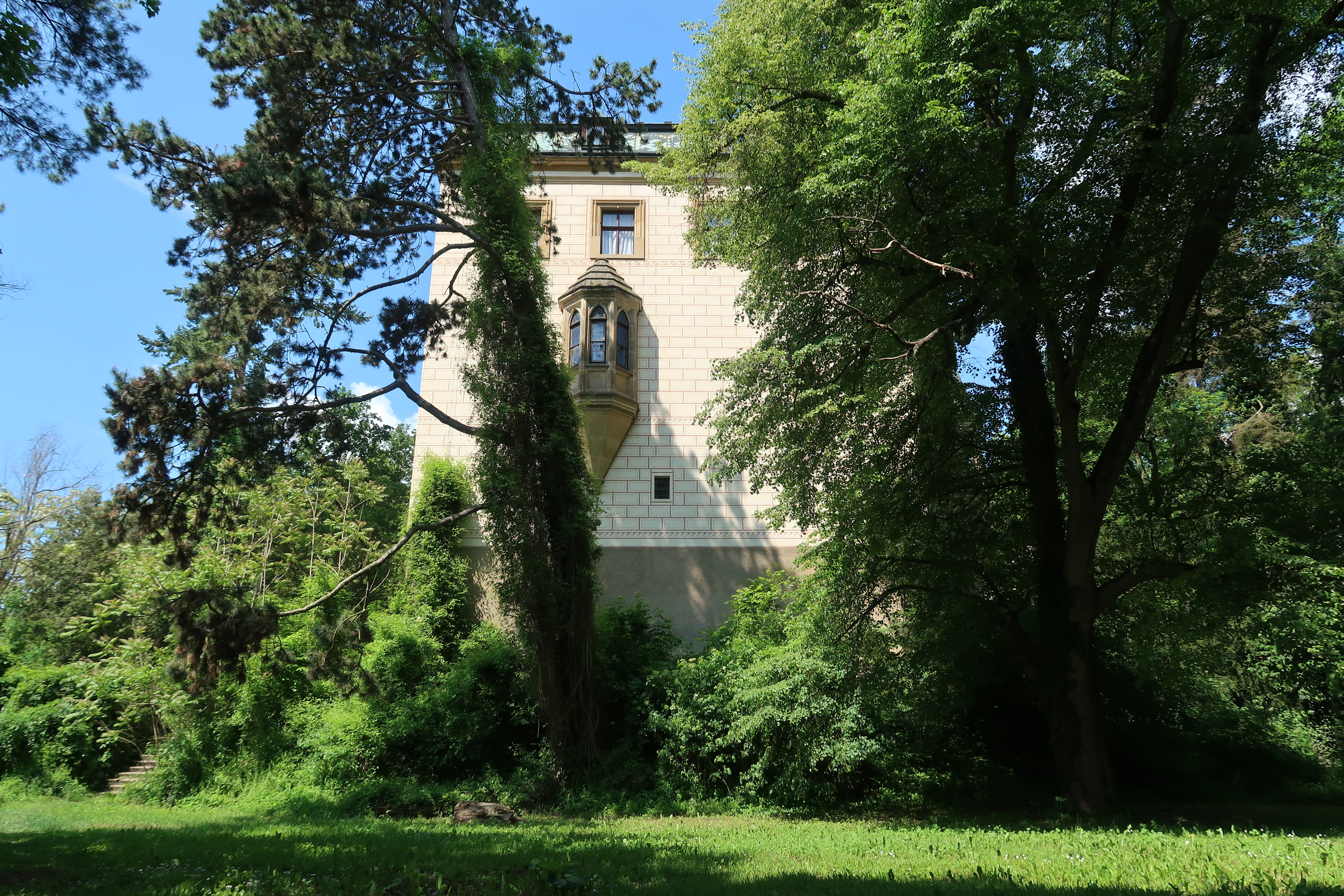
Východní část zámku z parku